# ATP-toernooi van Porto
Het ATP-toernooi van Porto (ook bekend onder de naam Oporto Open en Maia Open) was een tennistoernooi van de ATP-Tour dat in 1995 en 1996 plaatsvond op outdoor gravelbanen in de Portugese havenstad Porto. Het ATP-toernooi van Porto heeft de licentie overgenomen van het ATP-toernooi van Florence.

## Finales

### Enkelspel
| Jaar | Winnaar             | Runner–up    | Score            |
| ---- | ------------------- | ------------ | ---------------- |
| 1996 | Félix Mantilla      | Hernán Gumy  | 6-7(5), 6-4, 6-3 |
| 1995 | Alberto Berasategui | Carlos Costa | 3-6, 6-3, 6-4    |

### Dubbelspel
| Jaar | Winnaars                       | Runners–up                  | Score         |
| ---- | ------------------------------ | --------------------------- | ------------- |
| 1996 | Emanuel Couto Bernardo Mota    | Joshua Eagle Andrew Florent | 4-6, 6-4, 6-4 |
| 1995 | Tomás Carbonell Francisco Roig | Jordi Arrese Àlex Corretja  | 6-3, 7-6      |

1995 · 1996
ITF-toernooien (mannen en vrouwen)

ATP-toernooien (mannen) – ATP-seizoen 2025

WTA-toernooien (vrouwen) – WTA-seizoen 2025

Voormalige toernooien mannen
Voormalige toernooien vrouwen
Voormalige amateurtoernooien